# Eurydike (Makedonien)
Eurydike (altgriechisch Εὐρυδίκη Euridíkē), eigentlich Adea (* um 335 v. Chr.; † 317 v. Chr.), war die Tochter und Ehefrau makedonischer Könige aus dem Haus der Argeaden. Sie war eine Tochter des Königs Amyntas IV. und der Kynane, die wiederum eine Tochter des Königs Philipp II. war.

## Leben

### Herkunft
Adeas Vater wurde bereits als Kind von seinem Onkel, Philipp II., aus der Herrschaft in Makedonien verdrängt, blieb aber ein Angehöriger des königlichen Hofes. Nachdem Philipp II. 336 v. Chr. ermordet worden war und dessen Sohn, Alexander der Große, den Thron übernommen hatte, wurde Amyntas IV. von diesem als möglicher Konkurrent um die Macht beseitigt. Adea wurde wohl Monate nach ihres Vaters Tod geboren. Von ihrer Mutter, die mütterlicherseits illyrischer Herkunft war, wurde sie in der Kriegskunst ausgebildet.
Nach Alexanders Tod 323 v. Chr. in Babylon zog Kynane mit ihrer Tochter über den Hellespont nach Asien, um Adea mit ihrem Onkel, dem geistesschwachen König Philipp III. Arrhidaios zu verheiraten. Kynane wurde von Alketas, den Bruder des Regenten Perdikkas, abgefangen und ermordet, doch die makedonischen Krieger des Perdikkas empörten sich deswegen und bestanden auf den Abschluss der königlichen Ehe. Perdikkas musste zustimmen. Bei der Hochzeit nahm Adea den makedonischen Namen Eurydike an. Nach dem Tod des Perdikkas im ersten Diadochenkrieg 320 v. Chr. begann Eurydike, im Namen ihres Mannes aktiv in die Politik einzugreifen. Auf der Konferenz von Triparadeisos (320 v. Chr.) sorgte sie für die Absetzung der Kurzzeitregenten Arrhidaios und Peithon, wohl in der Absicht, selbst die Regierung des Alexanderreichs zu übernehmen. Bald darauf wurde ihr Ehrgeiz durch die Ankunft des Diadochen Attalos weiter angefacht und sie fand Unterstützung beim Grammatezs Asklepiodoros. Allerdings wählte die makedonische Heeresversammlung den alten General Antipater, der bereits in Makedonien die Verweserschaft ausgeübt hatte, zum neuen Reichsregenten, der es verstand, Eurydikes Willen zu beugen.

### Zweiter Diadochenkrieg
Von Antipater wurde Eurydike, wie auch die gesamte königliche Familie, nach Makedonien zurückgeführt. Der Regent starb dort 319 v. Chr., worauf der zweite Diadochenkrieg zwischen dessen Nachfolger, Polyperchon, und dem Sohn Kassander ausbrach. Der Ehrgeiz der Eurydike, diesen Krieg zur Stärkung der königlichen Autorität ihres Mannes zu nutzen, trug zu einer Spaltung innerhalb der königlichen Familie bei. Die Ursache dafür lag in der von den Generälen festgelegten Nachfolgeregelung für Alexander dem Großen begründet. Diese hatten neben Philipp III. Arrhidaios auch das Kind Alexander IV. Aigos, Sohn Alexanders des Großen, zum gleichberechtigten König erhoben. Da beide Könige regierungsunfähig waren, nutzten nun diverse Fraktionen deren Namen, um sich politischen Vorteil zu verschaffen. Innerhalb des Königshauses führte dies zu einem Kampf um die Alleinherrschaft. Die Gegenspielerin Eurydikes war ihre Stiefgroßmutter Olympias, die für ihren Enkel Alexander IV. Aigos eintrat und ihren Stiefsohn, eben Philipp III. Arrhidaios, verachtete. Olympias besaß die weitaus bessere Position, da sie und der Regent Polyperchon als Feinde Kassanders gemeinsame Interessen hatten.
Der Krieg wurde hauptsächlich in Griechenland ausgetragen, Kassanders Machtbasis. Gleichzeitig kämpfte dessen Verbündeter Antigonos Monophthalmos in Asien gegen den königlichen Strategen Eumenes. Im Jahr 317 v. Chr. ergriff Eurydike Partei und ernannte Kassander im Namen ihres Mannes zum neuen Regenten, womit sie dessen Ansprüche eine Rechtsgrundlage und sich selbst die Unterstützung dessen Familie verschaffte. Die Gegenpartei reagierte umgehend, Olympias kehrte mit Heeresmacht aus ihrem langjährigen Exil in Epirus nach Makedonien zurück. Eurydike stellte ein eigenes Heer auf mit Nikanor, einem Bruder Kassanders an der Spitze und zog ihr entgegen. Bei Euïa (unbekannter Lage) trafen die Heere der beiden Königinnen aufeinander. Vor dem Kampf liefen Eurydikes Truppen zu Olympias über, die als Mutter Alexanders des Großen unter den makedonischen Kriegern über ein höheres Ansehen verfügte. Auf der Flucht nach Amphipolis geriet Eurydike in Gefangenschaft. Auf Olympias’ Befehl wurden Eurydike und ihr Mann eingekerkert. Philipp III. Arrhidaios wurde bald getötet. Eurydike wurde von Olympias zum Selbstmord gezwungen, wahlweise  durch ein Schwert, einen Strick oder durch Gift. Eurydike erhängte sich stattdessen mit ihrem Gürtel.
Der zweite Diadochenkrieg hatte faktisch das Ende des makedonischen Königsgeschlechts der Argeaden zur Folge. Da Olympias die Familie Kassanders verfolgte, ging dieser 316 v. Chr. in die Offensive, schlug Polyperchon auf den Peloponnes zurück und setzte Olympias in Pydna gefangen. Nach einem Prozess ließ er sie hinrichten. Danach ließ er König Alexander IV. Aigos und seine Mutter Roxane festnehmen, um sie 309 v. Chr. zu beseitigen.
Eurydike, Philipp III. Arrhidaios und Kynane wurden von Kassander 315 v. Chr.  in den Königsgräbern von Vergina feierlich bestattet.